# Oligota uralensicola
Oligota uralensicola är en skalbaggsart som beskrevs av Kangas 1982. Oligota uralensicola ingår i släktet Oligota, och familjen kortvingar. Enligt den finländska rödlistan är arten otillräckligt studerad i Finland. Arten har ej påträffats i Sverige.